# Letting Go
Letting Go – debiutancki album zespołu Earshot.

## Lista utworów
1. "Headstrong"
2. "Misery"
3. "Get Away"
4. "Not Afraid"
5. "Ordinary Girl"
6. "We Fall"
7. "Wake Up"
8. "This World"
9. "Asleep, I Lie"
10. "Unfortunate"
11. "My Time"
12. "Break (Bonus)"